# Euryglossina scapata
Euryglossina scapata är en biart som först beskrevs av Exley 1980.  Euryglossina scapata ingår i släktet Euryglossina och familjen korttungebin. Inga underarter finns listade i Catalogue of Life.

## Bildgalleri

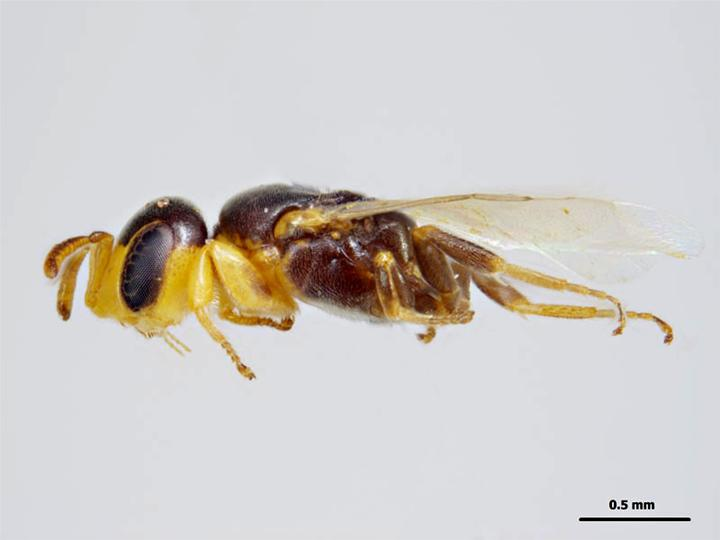